# 2005-ös cannes-i fesztivál
Az 58. Cannes-i Fesztivál 2005. május 11. és 22. között került megrendezésre Emir Kusturica szerb színész-rendező elnökletével. A megnyitó és záróesemények ceremóniamestere Cécile de France belga színésznő volt. A hivatalos versenyprogramban 21 nagyjátékfilm és 9 rövidfilm szerepelt; az Un certain regard szekcióban 21 nagyjátékfilm és 2 kisfilm, a Cinéfondation keretében 18, míg versenyen kívül 21 új és 28 filmtörténeti alkotást vetítettek. A párhuzamos rendezvények Kritikusok Hete szekciójában 7 nagyjátékfilmet, 7 rövidfilmet és külön vetítéseken további 10 alkotást mutattak be, a Rendezők Kéthete elnevezésű szekció keretében pedig 21 nagyjátékfilm, 13 kisfilm és külön vetítéseken 4 alkotás vetítésére került sor. A fesztivál rendezvényeire és a filmvásárra ez évben 107 ország 20 804 filmes szakembere (alkotó, forgalmazó stb.) érkezett, s részükre 981 filmet mutattak be.

## A 2005-ös fesztivál

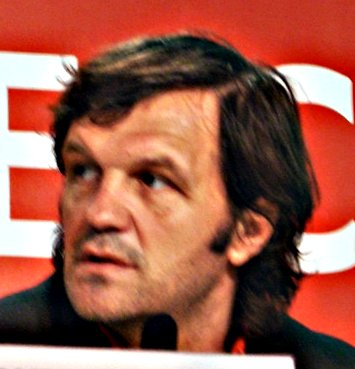
Emir Kusturica a zsűri elnöke

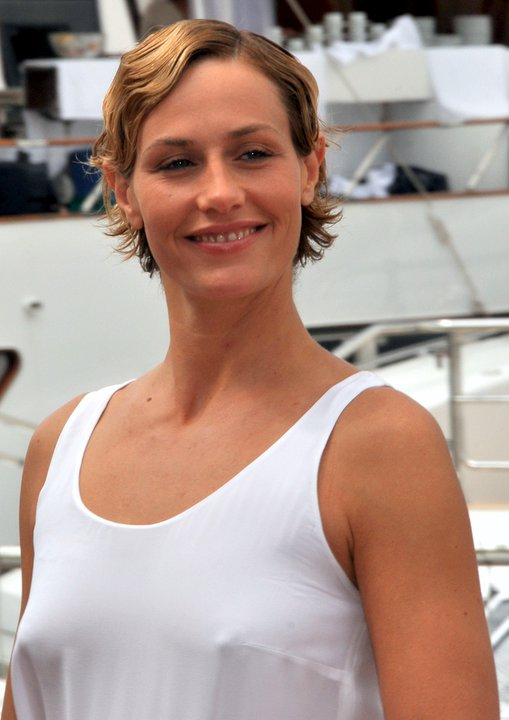
Cécile de France, a fesztivál ceremóniamestere

A kanadai Cirque du Soleil bemutatója után Aisvarja Rai indiai színésznő nyitotta meg a fesztivált. A nyitófilm a francia Dominik Moll Lemming című szürreális drámája volt.
A fesztivál hivatalos programján belül 2005-ben – az előző évhez hasonlóan – több újítást vezettek be:
- A Cinéfondation keretében a fesztivál vezetése létrehozta a Műhelyt (l’Atelier), hogy nagyjátékfilm-terveik, valamint a filmfinanszírozási koncepciójuk és a pénzügyi terveik alapján minden évben helyzetbe hozhasson tizennyolc kezdő filmrendezőt a gyártáshoz és a nemzetközi forgalmazáshoz, azzal hogy meghívja őket a fesztiválra, ahol neves filmes szakemberekkel, elsősorban producerekkel és forgalmazókkal találkozhatnak.
- Egy új, A Világ Minden Mozija (Tous les Cinémas du Monde) elnevezésű programban hét meghívott ország[2] mutathatta be filmművészetét egy-egy nagyjátékfilm, kisfilm és dokumentumfilm segítségével.[3]
- Gyermekek Előadása (La Séance des Enfants) elnevezéssel ugyancsak egy új programot indítottak az UNICEF védnökségével és a francia oktatási minisztérium közreműködésével, melynek keretében Michel Ocelot tartott előadást és mutatott be részletet Kirikou és a vadállatok című rajzfilmjéből a mintegy 2000 fős gyermekközönségnek.[4]

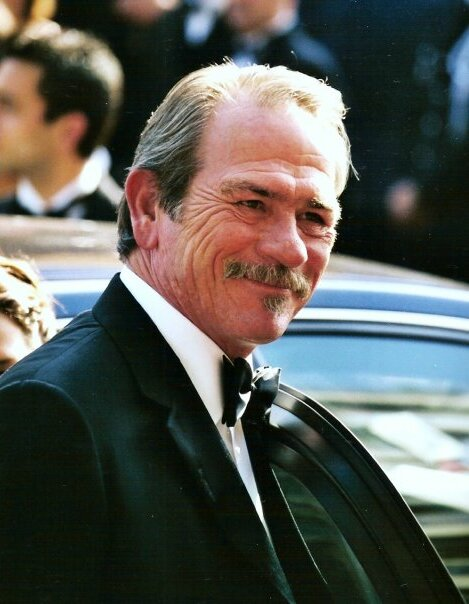
Tommy Lee Jones, a legjobb színész (2005)

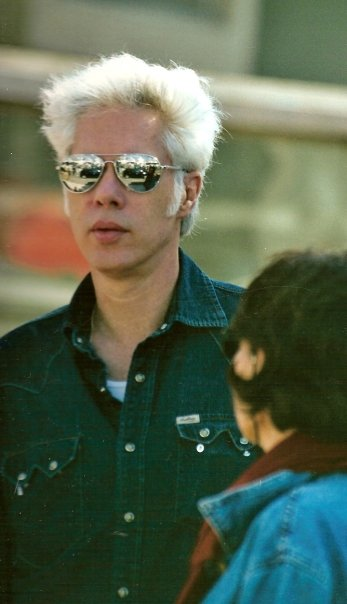
A nagydíjas Jim Jarmusch (2005)

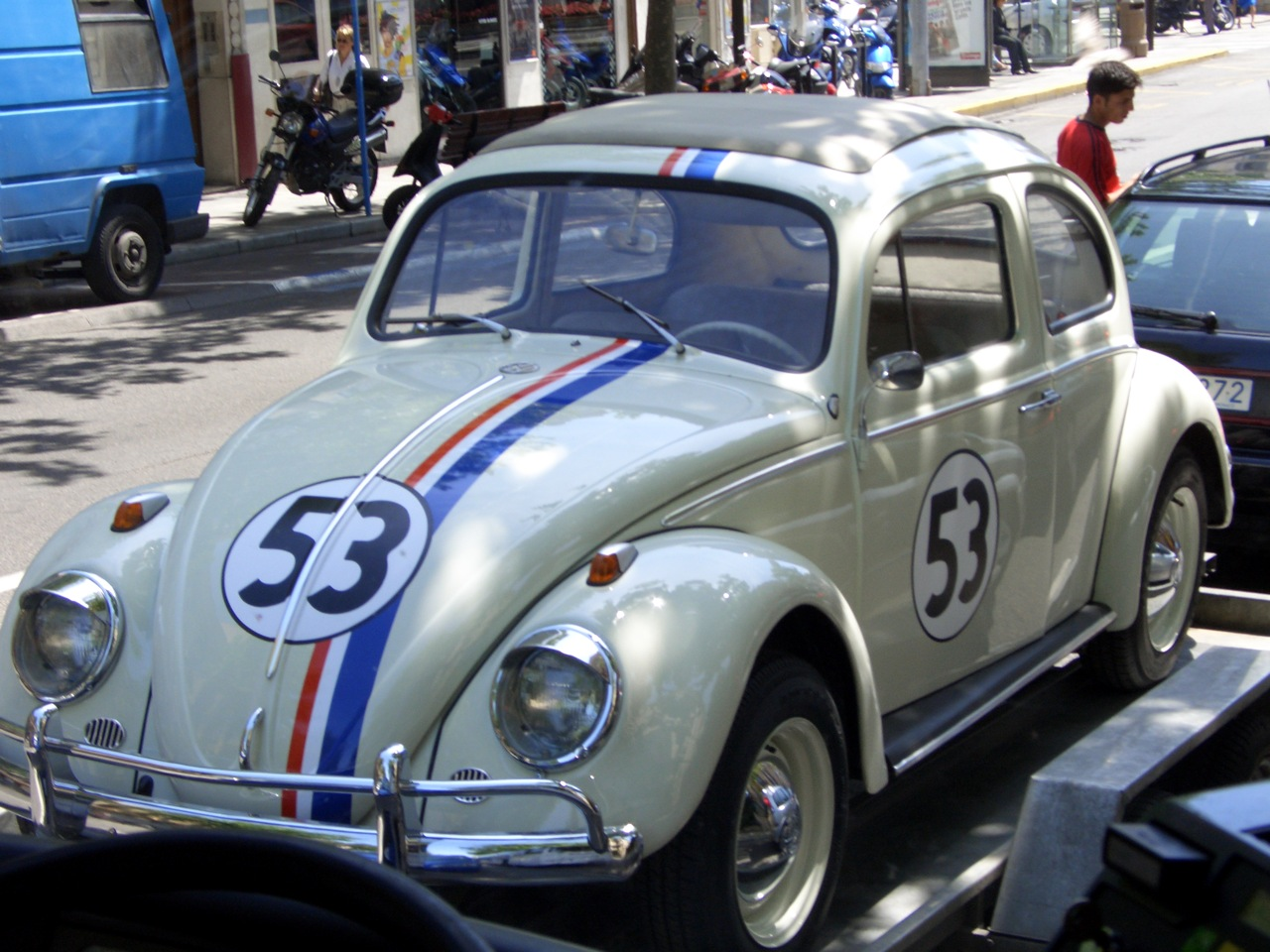
Herbie, a Kicsi kocsi: Tele a tank! címszereplője, cannes-i promóciós útján

A világ filmes örökségének, mesterműveinek és ritkaságainak védelmére és restaurált kópiák bemutatására 2004-bern létrehozott Cannes-i Klasszikusok vetítéssorozat filmjei ez évben több téma köré csoportosultak. Két film volt látható a Martin Scorsese és hét filmkészítő társa által 1990-ben alapított nonprofit The Film Foundation frissen felújított kópiáiból, négy alkotással tisztelegtek a mexikói filmgyártás előtt, hat filmjével emlékeztek meg a 100 éve született brit rendezőre, Michael Powellre és további kettővel, valamint egy dokumentumfilmmel az 50 éve balesetben elhunyt James Deanre, több dokumentumfilmet mutattak be a filmről, illetve a filmkészítésről, melyek közül kiemelkedett az Ingmar Bergman munkásságát bemutató háromrészes svéd alkotás.
Életművük elismeréseként a Cannes-i Fesztivál Trófeáját vehette át Morgan Freeman, Liza Minnelli és George Lucas, továbbá Tiszteletbeli Pálmát kapott Catherine Deneuve, a Színészlecke mesterkurzus ez évi előadója.
A versenyprogram alkotásai közül a filmes szakírók előzetesen három pálmaesélyest emlegettek: Lemming, Festeni vagy szeretkezni és  Rejtély. A zsűri azonban nem figyelt oda e spekulációkra, s győztesként A gyermek című belga filmdrámát hozták ki. E döntéssel a Dardenne testvérek beléptek abba az elit klubba, amelynek tagjai a fesztiválok során két Arany Pálmát vehettek át, s amelyhez előttük olyan szerzők tartoztak, mint Alf Sjöberg, Francis Ford Coppola, Imamura Sóhei, Bille August és maga a zsűrielnök, Emir Kusturica. Nagydíjas lett Jim Jarmusch filmdrámája, a Hervadó virágok, a zsűri díját kapta a kínai Sanghaji álmok, Vang Hsziaosuaj (Wang Xiaoshuai) alkotása, a legjobb rendezés díját pedig Michael Haneke nagyfelbontású videókamerával felvett filmje, a Rejtély érdemelte ki. Ez utóbbi elnyerte még a Filmkritikusok Nemzetközi Szövetsége (FIPRESCI) és az ökumenikus zsűri díját is. A legjobb színésznő az izraeli Hana Laszlo (Szabad övezet), a legjobb színész Tommy Lee Jones lett, a saját maga által rendezett Melquiades Estrada három temetése című filmdrámában nyújtott alakításáért. E film nyerte a legjobb forgatókönyv díját is.
 A filmseregszemlén négy magyar film is képviseltette magát: Kenyeres Bálint Before Dawn című rövidfilmje a versenyprogramban, Mundruczó Kornél kortárs zenére épített operafilmje, a Johanna az Un certain regard szekcióban, Kardos Sándor Résfilm című, célfotó-kamerával felvett kísérleti kisfilmje a Rendezők Kéthete rendezvényen, míg Tóth Barnabás Vonaton című kisjátékfilmje a Kritikusok Hete által támogatott „Európa rövidben” külön program keretében került bemutatásra. A fesztiválon hivatalos kiküldöttként részt vett a Before Dawn rendezője és hangmérnöke, Kenyeres Bálint és Zányi Tamás, valamint Muhi András, a Before Dawn és a Résfilm producere, továbbá a Johanna alkotói közül Mundruczó Kornél rendező, Petrányi Viktoria producer, Tóth Orsolya színésznő, Bíró Yvette tanácsadó és Tarr Béla társproducer. További magyar vonatkozásként említhető, hogy a Cannes-i Klasszikusok között levetített Michael Powell-filmek társrendezője a magyar származású Pressburger Imre volt.
A fesztivál hivatalos programjával párhuzamos, független rendezvényeken több értékes alkotást mutattak be. A Kritikusok Hete szekció filmjei közül került ki a legjobb elsőfilmes alkotás, az amerikai Miranda July vígjátéka, a Te meg én és minden ismerősünk, mely további három kisebb díjat is elnyert. Kiemelkedett a mezőnyből a francia Karin Albou Kis Jeruzsálem című filmdrámája és a japán Ucsida Kendzsi Közeli idegenek című drámai elemekkel tűzdelt vígjátéka. E szekció partnerségével szervezte meg a Filmfesztiválok Európai Koordinációja az „Európa rövidben” külön programot kifejezetten kisfilmek részére. A Rendezők Kéthete nyitófilmje, a szingapúri Eric Khool Maradj velem! című romantikus filmdrámája alaposan felkavarta a nézők érzelmeit és meghatározta a rendezvény alaphangulatát. Olyan kiváló, érzelmekkel teli alkotások követték, mint a Keane (Lodge Kerrigan drámája), a Tótumfaktum (Bent Hamer), az Odete (João Pedro Rodrigues), Wolf Creek – A haláltúra (Greg Mclean), vagy rendezvényzáróként vetített A vassziget (Mohammad Rasoulof). E szekció megnyitóján adták át Ousmane Sembene szenegáli rendezőnek az Arany Hintó díjat, miután levetítették az 1975-ben forgatott Xala című alkotását.

## Zsűri

### Versenyprogram
- Emir Kusturica , színész-rendező –  Szerbia és Montenegró – a zsűri elnöke
- Fatih Akın, filmrendező, forgatókönyvíró –  Németország
- Javier Bardem, színész –  Spanyolország
- Nandita Das, színésznő –  India
- Salma Hayek, színésznő –  Mexikó
- Benoît Jacquot, filmrendező, forgatókönyvíró –  Franciaország
- Toni Morrison, író –  Amerikai Egyesült Államok
- Agnès Varda, filmrendező –  Franciaország
- John Woo, filmrendező, producer –  Kína

### Cinéfondation és rövidfilmek
- Edward Yang, filmrendező –  Tajvan – a zsűri elnöke
- Chantal Akerman, filmrendező –  Belgium
- Colin MacCabe, filmkritikus –  Írország
- Yousry Nasrallah, filmrendező –  Egyiptom
- Sylvie Testud, színésznő –  Franciaország

### Un Certain Regard
- Alexander Payne, filmrendező –  Amerikai Egyesült Államok – a zsűri elnöke
- Eduardo Antin (Quintin), filmkritikus –  Argentína
- Betsy Blair, színésznő –  Amerikai Egyesült Államok
- Katia Chapoutier, újságíró –  Kanada
- Sandra den Hamer, a Rotterdami Nemzetközi Filmfesztivál igazgatója –  Hollandia
- Gilles Marchand, filmrendező –  Franciaország
- Geneviève Welcomme, újságíró –  Franciaország

### Arany Kamera
- Abbas Kiarostami, filmrendező –  Irán – a zsűri elnöke
- Yves Allion, filmkritikus –  Franciaország
- Patrick Chamoiseau, író –  Franciaország
- Malik Chibane, filmrendező –  Franciaország
- Scott Foundas, filmkritikus –  Amerikai Egyesült Államok
- Laura Meyer, filmkedvelő –  Franciaország
- Luc Pourrinet, az Arane-Gulliver Filmlaboratórium ügyvezető igazgatója –  Franciaország
- Roberto Turigliatto, a Torinói Filmfesztivál igazgatója –  Olaszország
- Romain Winding, operatőr –  Franciaország

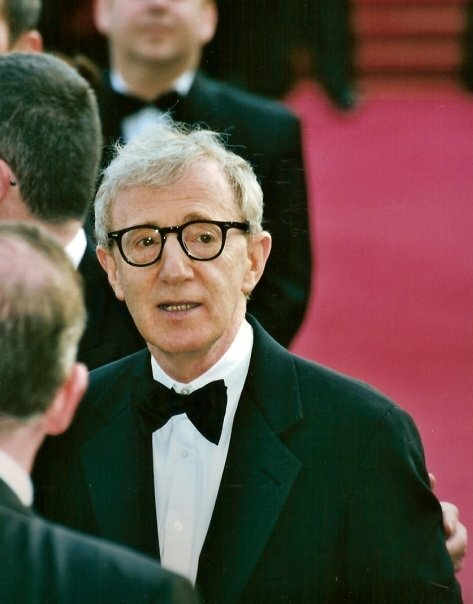
Woody Allen (2005)

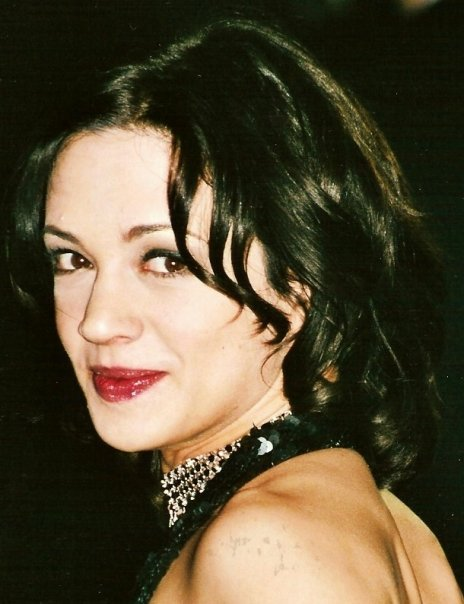
Asia Argento (2005)

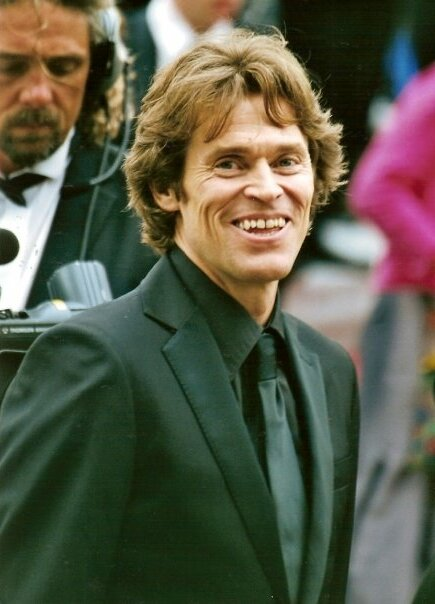
Willem Dafoe (2005)

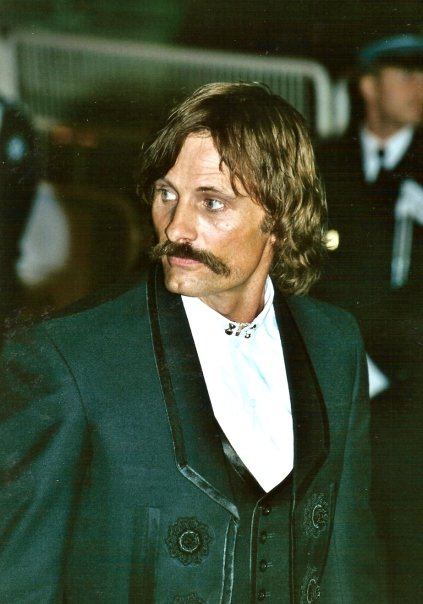
Viggo Mortensen (2005)

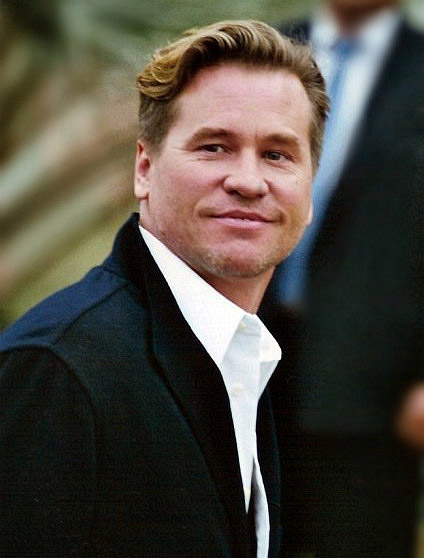
Val Kilmer (2005)

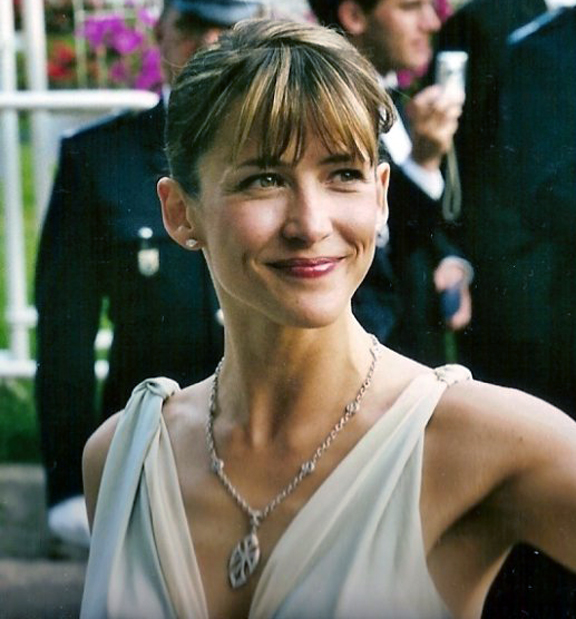
Sophie Marceau (2005)

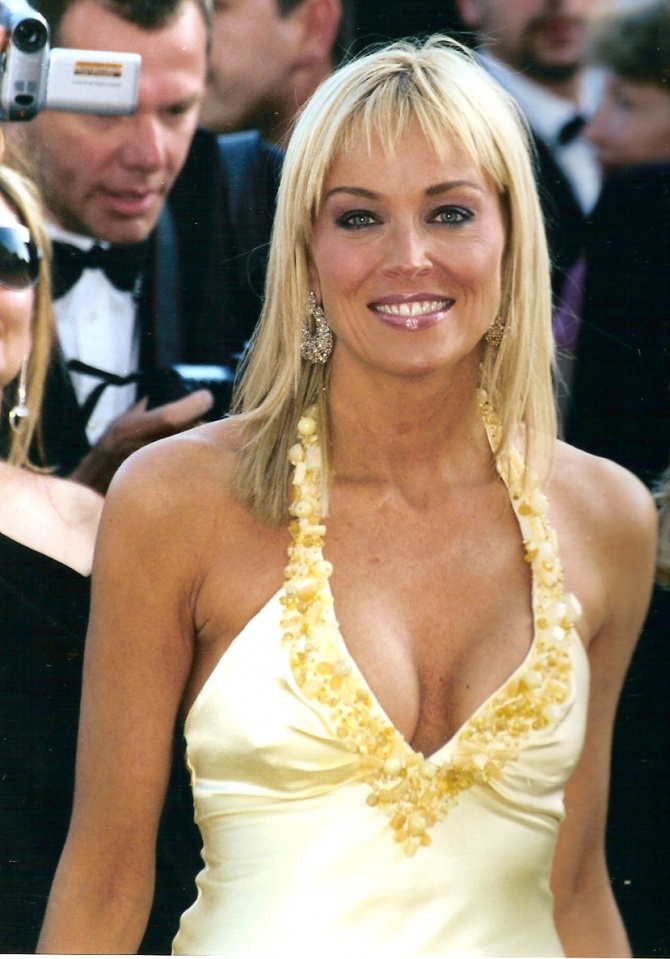
Sharon Stone (2005)

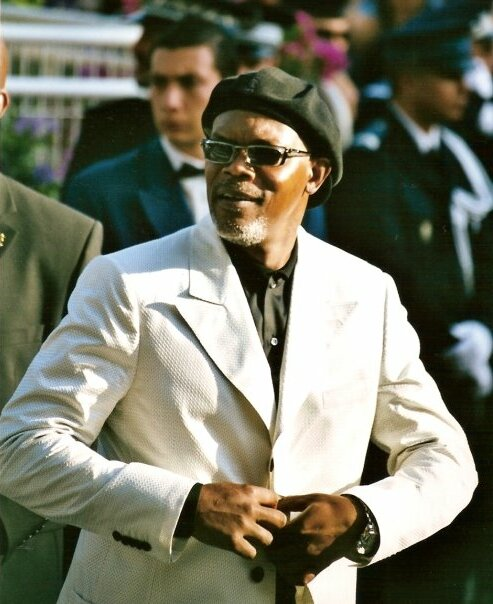
Samuel L. Jackson (2005)

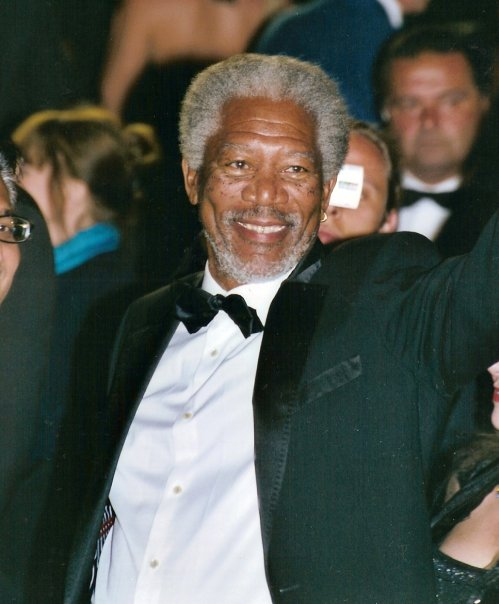
Morgan Freeman (2005)

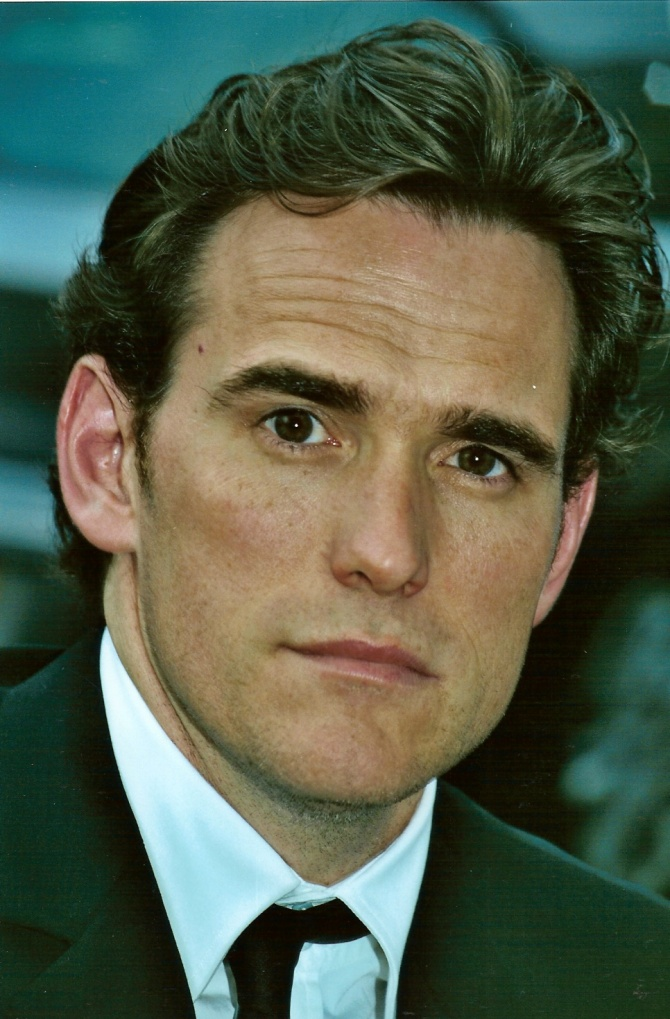
Matt Dillon (2005)

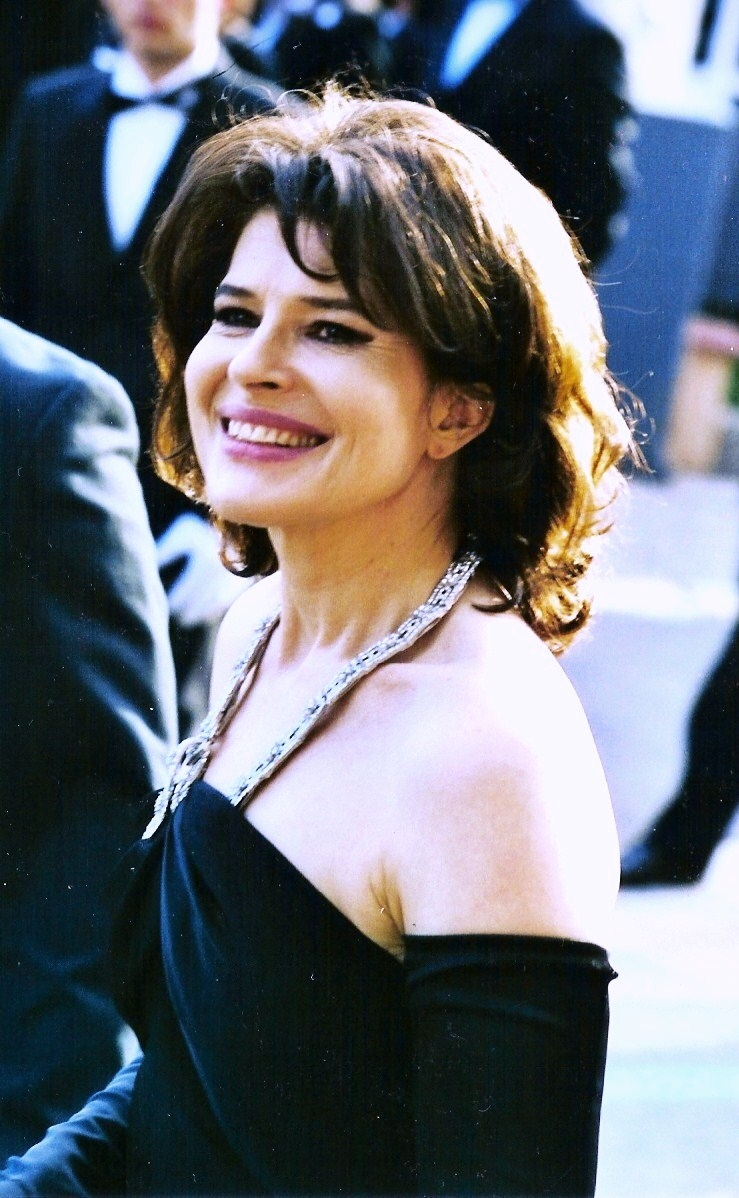
Fanny Ardant (2005)

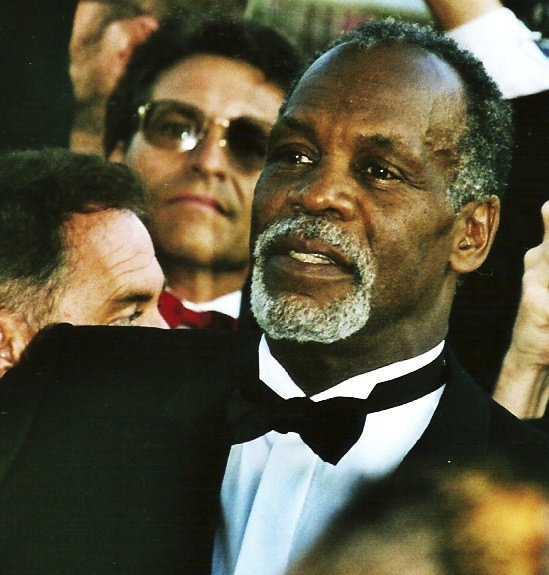
Danny Glover (2005)

## Hivatalos válogatás

### Nagyjátékfilmek versenye
- A History of Violence (Erőszakos múlt)[9] – rendező: David Cronenberg
- Bashing – rendező: Kobajasi Maszahiro
- Batalla en el cielo (Mennyei háború) – rendező: Carlos Reygadas
- Broken Flowers (Hervadó virágok) – rendező: Jim Jarmusch
- Caché (Rejtély) – rendező: Michael Haneke
- Don't Come Knocking (Kívül tágasabb) – rendező: Wim Wenders
- Free Zone (Szabad övezet) – rendező: Amos Gitai
- Geuk jang jeon – rendező: Hong Sang-soo
- Hak szö vuj (Hak se wui)[10] – rendező: Johnnie To
- Kilomètre zéro – rendező: Hiner Saleem
- Last Days (Az utolsó napok) – rendező: Gus Van Sant
- Lemming (Lemming) – rendező: Dominik Moll
- L'enfant (A gyermek) – rendező: Jean-Pierre és Luc Dardenne
- Manderlay (Manderlay) – rendező: Lars von Trier
- Peindre ou faire l’amour (Festeni vagy szeretkezni) – rendező: Arnaud Larrieu és Jean-Marie Larrieu
- Quando sei nato non puoi più nasconderti (Láss tisztán!) – rendező: Marco Tullio Giordana
- Csing hung (Qing hong) (Sanghaji álmok) – rendező: Vang Hsziaosuaj (Wang Xiaoshuai)
- Sin City (Sin City – A bűn városa) – rendező: Frank Miller és Robert Rodríguez
- The Three Burials of Melquiades Estrada (Melquiades Estrada három temetése) – rendező: Tommy Lee Jones
- Cuj hao tö si kuang (Zui hao de shi guang)[11] (Háromszor) – rendező: Hou Hsziao-hszien (Hou Hsiao-hsien)
- Where the Truth Lies (Az igazság fogságában) – rendező: Atom Egoyan

### Nagyjátékfilmek versenyen kívül
- C’est pas tout à fait la vie dont j’avais rêvé – rendező: Michel Piccoli
- Chromophobia (Kromofóbia)[9] – rendező: Martha Fiennes
- Cindy: The Doll Is Mine – rendező: Bertrand Bonello
- Crossing the Bridge: The Sound of Istanbul (Át a hídon – Isztambul hangjai) – rendező: Fatih Akın
- Dalkomhan insaeng (Keserédes élet) – rendező: Kim Jee-woon
- Darshan - L'étreinte – rendező: Jan Kounen
- Joyeux Noël (Fegyverszünet karácsonyra) – rendező: Christian Carion
- Kirikou et les bêtes sauvages[12] (Kirikou és a vadállatok) – rendező: Bénédicte Galup és Michel Ocelot
- Kiss Kiss Bang Bang (Durr, durr és csók) – rendező: Shane Black
- Les artistes du Théâtre Brûlé – rendező: Rithy Panh
- Match Point (Match Point) – rendező: Woody Allen
- Midnight Movies: From the Margin to the Mainstream (Éjféli moziláz) – rendező: Stuart Samuels
- Nekam Achat Mishtey Eynay[13] – rendező: Avi Mograbi
- Operetta tanuki goten (Mosómedve hercegnő) – rendező: Szuzuki Szeidzsun
- Star Wars: Episode III - Revenge of the Sith (Star Wars III. rész – A sithek bosszúja) – rendező: George Lucas
- The Power of Nightmares: The Rise of the Politics of Fear – rendező: Adam Curtis

#### Cannes-i klasszikusok

##### Restaurált vagy új kópiák
- 49th Parallel (A negyvenkilences szélességi fok)[9] – rendező: Michael Powell
- A Matter of Life and Death (Diadalmas szerelem) – rendező: Michael Powell és Pressburger Imre
- An Airman's Letter to His Mother – rendező: Michael Powell
- Appunti per un'Orestiade africana (Afrikai Oreszteia) – rendező: Pier Paolo Pasolini
- Beyond the Rocks (A sziklákon túl) – rendező: Sam Wood
- Black Narcissus (Fekete nárcisz) – rendező: Michael Powell és Pressburger Imre
- Bullitt (San Franciscó-i zsaru) – rendező: Peter Yates
- Csicsi ariki – rendező: Ozu Jaszudzsiró
- East of Eden (Édentől keletre) – rendező: Elia Kazan
- Enamorada – rendező: Emilio „Indio” Fernández
- I Know Where I’m Going! (Vágyak szigete) – rendező: Michael Powell és Pressburger Imre
- La fille de l’eau (A víz leánya) – rendező: Jean Renoir
- La perla – rendező: Emilio „Indio” Fernández
- Le feu follet (Lidércfény) – rendező: Louis Malle
- Les anges du péché (A bűn angyalai) – rendező: Robert Bresson
- Los olvidados (Elhagyottak) – rendező: Luis Buñuel
- Marty (Marty) – rendező: Delbert Mann
- Pather Panchali (Az út éneke) – rendező: Satyajit Ray
- Pelé eterno – rendező: Anibal Massaini Neto
- Rebel Without a Cause (Haragban a világgal) – rendező: Nicholas Ray
- Salón México – rendező: Emilio „Indio” Fernández
- Shadowing the Third Man – rendező: Frederick Baker
- The Edge of the World – rendező: Michael Powell
- The Last Waltz (Az utolsó valcer) – rendező: Martin Scorsese
- The River (A folyó) – rendező: Jean Renoir
- Tien hszia ti ji csüan (Tian xia di yi quan) – rendező: Jeong Chang-hwa[14]
- Two-Lane Blacktop – rendező: Monte Hellman

##### Dokumentumfilmek a filmről
- Al'lèèssi... Une actrice africaine – rendező: Rahmatou Keïta
- Ingmar Bergman - 3 dokumentärer om film, teater, Fårö och livet av Marie Nyreröd – rendező: Marie Nyreröd
- James Dean: Forever Young – rendező: Michael J. Sheridan
- John Cassavetes – rendező: André S. Labarthe
- Kitano Takesi, Sinsucu-kibocu – rendező: Jean-Pierre Limosin
- Moments choisis des histoire(s) du cinéma – rendező: Jean-Luc Godard

### Un Certain Regard
- Cidade Baixa – rendező: Sergio Machado
- Cinema, Aspirinas e Urubus (Mozi, aszpirin és keselyűk) – rendező: Marcelo Gomes
- Delwende – rendező: S. Pierre Yameogo
- Down in the Valley (San Fernando völgye) – rendező: David Jacobson
- Eri Eri rema szabakutani[15] – rendező: Aojama Sindzsi
- Falscher Bekenner – rendező: Christoph Hochhäusler
- Habana Blues (Havanna Blues) – rendező: Benito Zambrano
- Hwal (Az íj) – rendező: Kim Gidok (김기덕, Kim Ki-duk)
- Jewboy (Zsidó fiú) – rendező: Tony Krawitz
- Johanna – rendező: Mundruczó Kornél
- Le filmeur – rendező: Alain Cavalier
- Le temps qui reste (Utolsó napjaim) – rendező: François Ozon
- Marock (Marokkó) – rendező: Laïla Marrakchi
- Moartea domnului Lazarescu (Lazarescu úr halála) - rendező Cristi Puiu
- Nordeste (Északkelet) – rendező: Juan Diego Solanas
- Sangre (Vér) – rendező: Amat Escalante
- Schläfer (Alvó ügynök) – rendező: Benjamin Heisenberg
- Sulanga Enu Pinisa – rendező: Vimukthi Jayasundara
- The King (A király) – rendező: James Marsh
- Voksne mennesker (Sötét ló) – rendező: Dagur Kári
- Yek shab – rendező: Niki Karimi
- Yellow Fella – rendező: Ivan Sen
- Zim and Co. (Zim and Co.) – rendező: Pierre Jolivet

### Rövidfilmek versenye
- Bébé requin – rendező: Pascal-Alex Vincent
- Before Dawn – rendező: Kenyeres Bálint
- Clara – rendező: Van Sowerwine
- Kitchen – rendező: Alice Winocour
- Missing – rendező: Kit Hui
- Nothing Special – rendező: Helena Brooks
- Podorozsni (Vándorok) – rendező: Igor Sztrembickij
- Schijn van de maan – rendező: Peter Ghesquière
- The Man Who Met Himself – rendező: Ben Crowe

### Cinéfondation
- A Song for Rebecca – rendező: Norah McGettigan  Írország (Państwowa Wyższa Szkoła Filmowa, Telewizyjna i Teatralna im. Leona Schillera w Łodzi,  Lengyelország)
- Badgered – rendező: Sharon Colman (National Film and Television School,  Egyesült Királyság)
- Be Quiet – rendező: Sameh Zoabi (Columbia University,  Amerikai Egyesült Államok)
- Bikur holim – rendező: Maya Dreifuss (Tel Aviv University,  Izrael)
- Buy It Now – rendező: Antonio Campos  Brazília (Tisch School of the Arts at New York University,  Amerikai Egyesült Államok)
- El espino – rendező: Théo José Court Bustamante (Escuela Internacional de Cine y TV,  Kuba)
- El violín – rendező: Francisco Vargas (Centro de Capacitacion Cinematografica,  Kuba)
- En la oscuridad – rendező: Marcelo Charras és Juan Manuel Rampoldi (Universidad del Cine,  Argentína)
- Exit – rendező: Robert Depuis (Den Danske Filmskole,  Dánia)
- Five O'Clock Shadow – rendező: Malcolm Lamont (Royal College of Art,  Egyesült Királyság)
- Jogeum-man deo[16] – rendező: Shim Min-young (Korea National University of Arts,  Dél-Korea)
- La cerca – rendező: Rubén Mendoza (Universidad Nacional de Colombia,  Kolumbia)
- La plaine – rendező: Roland Edzard (Le Fresnoy,  Franciaország)
- O Lençol Branco – rendező: Marco Dutra és Juliana Rojas (Universidade de São Paulo,  Brazília)
- Slavek the Shit – rendező: Grímur Hákonarson  Izland (FAMU,  Csehország)
- Svedomí – rendező: Jan Bohuslav (FAMU,  Csehország)
- V dvojom – rendező: Nyikolaj Komeriki  Oroszország (La Fémis,  Franciaország)
- Vanilla Song – rendező: Jakob Rørvik  Norvégia (National Film and Television School,  Egyesült Királyság)

## Párhuzamos rendezvények

### Kritikusok Hete

#### Nagyjátékfilmek
- The Great Ectasy of Robert Carmichael – rendező: Thomas Clay
- L’orizzonte degli eventi – rendező: Daniele Vicari
- La Petite Jérusalem (Kis Jeruzsálem)[9] – rendező: Karin Albou
- Me and You and Everyone We Know (Te meg én és minden ismerősünk) – rendező: Miranda July
- Unmei dzsanai hito (Közeli idegenek) – rendező: Ucsida Kendzsi
- Mang Csung (Mang zhong) – rendező: Csang Lu (Zhang Lu)
- Orlando Vargas – rendező: Juan Pittaluga

#### Rövidfilmek
- Le grand vent – rendező: Valérie Liénardy
- Hu hszi (Hu xi)[17] – rendező: Vi Ting Ho (Wi Ding Ho)
- Mirror Mechanics – rendező: Siegfried A. Fruhauf
- Blue Tongue – rendező: Justin Kurzel
- Imago – rendező: Cédric Babouche
- Get the Rabbit Back – rendező: Kamen Kalev és Dimitar Mitovski
- Jona/Tomberry – rendező: Rosto

#### Külön előadások
- Les invisibles – rendező: Thierry Jousse
- Junebug (Junebug) – rendező: Phil Morrison
- Giorgobistve (Lombhullás) – rendező: Otar Joszeliani
- Los héroes y el tiempo – rendező: Arturo Ripstein
- Imposture – rendező: Patrick Bouchitey
- Echos – rendező: Michael Ramsauer
- Mille soleils – rendező: Mathieu Vadepied
- Parasiten – rendező: Lisa Munthe
- Playing Dead – rendező: David Hunt
- Sous mon lit – rendező: Jihane Chouaib

### Rendezők Kéthete

#### Nagyjátékfilmek
- Alice – rendező: Marco Martins
- Be with Me (Maradj velem!)[9] – rendező: Eric Khool
- Cache cache – rendező: Yves Caumon
- Douches froides (Hidegzuhany) – rendező: Antony Cordier
- Factotum (Tótumfaktum) – rendező: Bent Hamer
- Géminis (Ridegség) – rendező: Albertina Carri
- Geuddae geusaramdeul (Az elnök utolsó durranása) – rendező: Im Sang-Soo
- Guernsey (Guernsey) – rendező: Nanouk Leopold
- Jazireh Ahani (A vassziget) – rendező: Mohammad Rasoulof
- Jumeogi unda[18] – rendező: Ryoo Seung-wan
- Kamju nante siranai[19] – rendező: Janagimacsi Micuo
- Keane (Keane) – rendező: Lodge Kerrigan
- La moustache (A bajusz) – rendező: Emmanuel Carrère
- Odete – rendező: João Pedro Rodrigues
- Room (Álomba zárva) – rendező: Kyle Henry
- Septyni nematomi zmones[20] – rendező: Sharunas Bartas
- Sisters in Law – rendező: Florence Ayisi és Kim Longinotto
- Tbilisi-Tbilisi – rendező: Levan Zaqareishvili
- Travaux, on sait quand ça commence... (Házavatás) – rendező: Brigitte Roüan
- Umoregi[21] – rendező: Oguri Kóhei
- Wolf Creek (Wolf Creek – A haláltúra) – rendező: Greg Mclean

#### Rövidfilmek
- À bras le corps – rendező: Katell Quillévéré
- À mains nues – rendező: Agnès Feuvre
- Cosmetic Emergency – rendező: Martha Colburn
- Da janela do meu quarto – rendező: Cao Guimarães
- Du soleil en hiver – rendező: Samuel Collardey
- Étoile violette – rendező: Axelle Ropert
- Instructions for a Light and Sound Machine – rendező: Peter Tscherkassky
- Kara, anak sebatang pohon – rendező: Edwin
- Majorettes – rendező: Lola Doillon
- Mitcu no kumo[22] – rendező: Cudzsi Naojuki
- Nits – rendező: Harry Wootliff
- Résfilm – rendező: Kardos Sándor
- Sinszacu-sicu – rendező: Ójama Kei

#### Külön előadások
- Cronaca familiare – rendező: Valerio Zurlini
- Est-ce qu'on a gagné ou est-ce qu'on a perdu ? – rendező: Claire Simon
- Ride the High Country (Délutáni puskalövések) – rendező: Sam Peckinpah
- Xala – rendező: Ousmane Sembene

## Díjak

### Nagyjátékfilmek
- Arany Pálma: L'enfant (A gyermek)[9] – rendező: Jean-Pierre és Luc Dardenne
- Nagydíj: Broken Flowers (Hervadó virágok) – rendező: Jim Jarmusch
- A zsűri díja: Csing hung (Qing hong) (Sanghaji álmok) – rendező: Vang Hsziaosuaj (Wang Xiaoshuai)
- Legjobb rendezés díja: Caché (Rejtély) – rendező: Michael Haneke
- Legjobb női alakítás díja: Hana Laszlo[6] – Free Zone (Szabad övezet)
- Legjobb férfi alakítás díja: Tommy Lee Jones – The Three Burials of Melquiades Estrada (Melquiades Estrada három temetése)
- Legjobb forgatókönyv díja: The Three Burials of Melquiades Estrada (Melquiades Estrada három temetése) forgatókönyvíró: Guillermo Arriaga

### Un Certain Regard
- Un Certain Regard díj: Moartea domnului Lazarescu (Lazarescu úr halála) - rendező Cristi Puiu
- Az intimitás díja:[23] Le filmeur – rendező: Alain Cavalier
- A reménység díja:[24] Delwende – rendező: S. Pierre Yameogo

### Rövidfilmek
- Arany Pálma (rövidfilm): Podorozsni (Vándorok) – rendező: Igor Sztrembickij
- A zsűri különdíja (rövidfilm): Clara – rendező: Van Sowerwine

### Cinéfondation
- A Cinéfondation első díja: Buy It Now – rendező: Antonio Campos
- A Cinéfondation második díja (megosztva):
  - Bikur holim – rendező: Maya Dreifuss
  - V dvojom – rendező: Nyikolaj Komeriki
- A Cinéfondation harmadik díja (megosztva):
  - Be Quiet – rendező: Sameh Zoabi
  - La plaine – rendező: Roland Edzard

### Arany Kamera
- Arany Kamera (megosztva):
  - Me and You and Everyone We Know[25] (Te meg én és minden ismerősünk) – rendező: Miranda July
  - Sulanga Enu Pinisa[26] – rendező: Vimukthi Jayasundara

### Egyéb díjak
- Tiszteletbeli Pálma: Catherine Deneuve
- Cannes-i Fesztivál Trófeája:
  - George Lucas
  - Morgan Freeman
  - Liza Minnelli
- FIPRESCI-díj:
  - Caché (Rejtély) – rendező: Michael Haneke
  - Sangre[26] (Vér) – rendező: Amat Escalante
  - Jumeogi unda[18][27] – rendező: Ryoo Seung-wan
- Technikai nagydíj (megosztva):
  - Leslie Shatz hangmérnök – „a Last Days (Az utolsó napok) hangzásáért.”
  - Robert Rodríguez rendező-operatőr – „filmje, a Sin City – A bűn városa képi megformálásáért.”
- Ökumenikus zsűri díja: Caché (Rejtély) – rendező: Michael Haneke
- Ökumenikus zsűri külön dicsérete: Delwende[26] – rendező: S. Pierre Yameogo
- Ifjúság díja: Cidade Baixa[26] – rendező: Sergio Machado
- François Chalais-díj: Quando sei nato non puoi più nasconderti (Láss tisztán!) – rendező: Marco Tullio Giordana
- Chopard Trófea: Kelly Reilly, Jonathan Rhys Meyers

## Hírességek
Jessica Alba, Woody Allen, Fanny Ardant, Asia Argento, Daniel Auteuil, Kevin Bacon, Maria Bello, Lucas Belvaux, Rachel Blanchard, Gael García Bernal, Juliette Binoche, Dany Boon, Carole Bouquet, Guillaume Canet, Yves Caumon, Julio Cedillo, Csang Csen (Chang Cheng), Hayden Christensen, Willem Dafoe, Anthony Daniels, Julie Delpy, Catherine Deneuve, Matt Dillon, Robert Downey Jr., André Dussollier, Colin Firth, Morgan Freeman, Charlotte Gainsbourg, Annie Girardot, Danny Glover, Ed Harris, Salma Hayek, Paris Hilton, Ashton Holmes, Bryce Dallas Howard, William Hurt, I Bjonghon, Samuel L. Jackson, Scarlett Johansson, Tommy Lee Jones, Val Kilmer, Diane Kruger, Jessica Lange, Gary Lewis, Laurent Lucas, Michael Madsen, Sophie Marceau, Ian McDiarmid, Ewan McGregor, Michelle Monaghan, Viggo Mortensen, Emily Mortimer, Bill Murray, Brittany Murphy, Edward Norton, Clive Owen, Michael Pitt, Sarah Polley, Natalie Portman, Aisvarja Rai, Charlotte Rampling, Jonathan Rhys Meyers, Tim Roth, Mickey Rourke, Eva Marie Saint, Sam Shepard, Su Csi (Shu Qi), Sharon Stone, Hilary Swank, Tilda Swinton, Sylvie Testud, Benicio del Toro, Bruce Willis, Lambert Wilson, Evan Rachel Wood, Csang Ce-ji (Zhang Ziyi)